# Réjean Ducharme
Réjean Ducharme (* 12. August 1941 in Saint-Félix-de-Valois, Québec; † 21. August 2017 in Montreal, Québec) war ein kanadischer Schriftsteller und Dramatiker.
Ducharme lebte zurückgezogen in Montreal und war seit der Veröffentlichung seines ersten Buches im Jahre 1966 an Öffentlichkeit nicht interessiert. Er arbeitete auch als bildender Künstler und schuf Skulpturen. Ein Hauptthema von Ducharmes frühen Werken ist die Ablehnung und das Unverständnis gegenüber der Welt der Erwachsenen durch die Kinder.
Ducharmes französische Ausgabe von L’avalée des avalés wurde für Le combat des livres, einen von Radio Canada ausgeschriebenen Autorenwettbewerb, nominiert. Vortrag und Verteidigung dieses Werkes – übertragen von Radio Canada im Jahre 2005 – übernahm die kanadische Schauspielerin Sophie Cadieu. L’avalée des avalés gewann diesen Wettbewerb. Das Buch – als erstes Werk eines unbekannten Autors – wurde als Kandidat für den Prix Goncourt vorgeschlagen.

## Werke

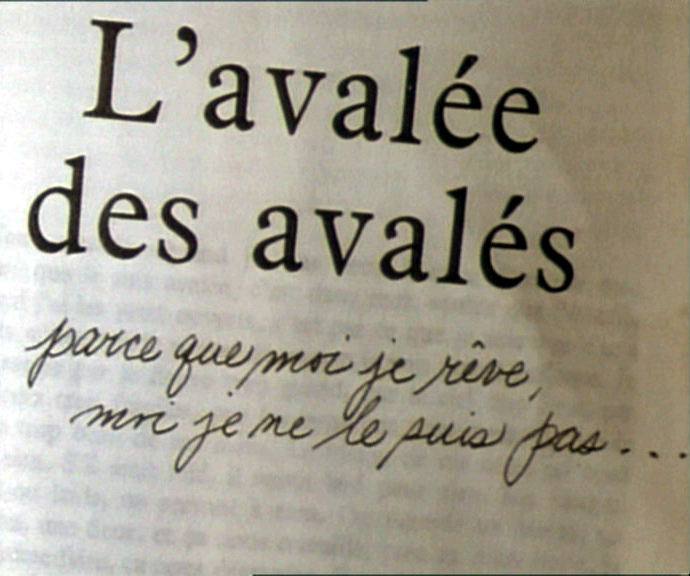
L’avalée des avalés-Titel

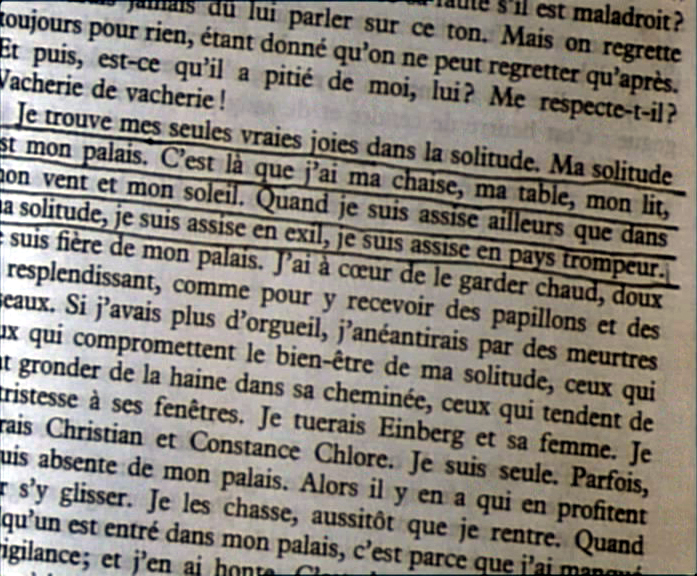
L'avalée des avalés: Meine Einsamkeit ist mein Palast...

### Bücher
- L’avalée des avalés. 1966 (Übers. ins Englische: The Swallower Swallowed); Gewinner des Prix du Gouverneur général. Poésie ou théâtre de langue française pour la poésie, 1966
  - Übers. Till Bardoux: Von Verschlungenen verschlungen. Traversion, Deitingen 2012 ISBN 9783906012001
  - Auszug, Übers. Lothar Baier: Die Verschlungene der Verschlungenen. In: Anders schreibendes Amerika. Québec-Anthologie. Hgg. Baier, Pierre Filion. Das Wunderhorn, Heidelberg 2000 ISBN 3884231642 S. 45–48
- Le nez qui voque. 1967
  - Auszug, Übers. Lothar Baier: Das Einzweideutige. In: Anders schreibendes Amerika. Québec-Anthologie. Hgg. Baier, Pierre Filion. Das Wunderhorn, Heidelberg 2000, S. 39–44
- L'Océantume. 1968
- La fille de Christophe Colomb. 1969, Übers. ins Englische: The Daughter of Christopher Columbus
- L'Hiver de force. Übers. ins Englische: Wild to Mild; Prix du Gouverneur général pour romans et nouvelles, 1973
- Les Enfantômes. 1976
- Dévadé. 1990
- Va savoir, 1994. Übers. ins Englische: Go Figure; nominiert für den Prix du Gouverneur général
- Gros mots. 1999

### Bühnenstücke
- Le Cid maghané, 1968; nicht publiziert
- Le Marquis qui perdit, 1969; nicht publiziert
- Ines Pérée et Inat Tendu, 1976
- Ha ha!…, 1982; Gewinner des Prix du Gouverneur général pour le théatre 1982
- Les Bons débarras, 1980 (Drehbuch)

## Zitate
„Es ist nicht schwierig, mit einem menschlichen Wesen zu sprechen, ein menschliches Wesen zu umfassen, ein menschliches Wesen zu heiraten, ein menschliches Wesen an der Welt zu messen. Was schwierig und einzig interessant ist, besteht darin, ein menschliches Wesen zu haben …“

„Meine Einsamkeit ist mein Palast. Da habe ich meinen Stuhl, meinen Tisch, mein Bett, meinen Wind und meine Sonne. Wenn ich woanders sitze als in meiner Einsamkeit, dann sitze ich im Exil, sitze ich in einem trügerischen Land.“

„Weil ich träume, bin ich nicht. Weil ich träume, ich träume. Weil ich mich meinen Träumen überlasse in der Nacht, bevor mich der Tag empfängt. Weil ich nicht liebe. Weil ich Angst habe, zu lieben. Ich träume nicht mehr. Ich träume nicht mehr. Sie, meine Dame, Sie, die kühne Melancholie, die mein Fleisch mit einem einsamen Schrei zerreißt, um es der Langeweile zu opfern. Sie, die mich quält in den Nächten, wenn ich nicht weiß, welchen Weg ich einschlagen soll in meinem Leben. Ich habe Ihnen hundertmal meine Schuld bezahlt.“

„Warum muss diese Nacht vorübergehen? Warum hört diese Nacht nicht auf zu vergehen? Warum bleibt diese Nacht nicht stehen und wird für immer eine Nacht, in die wir, wenn wir alt sein werden, eintreten könnten, eine Nacht, die wir besuchen könnten, wie man einen Dachboden aufsuchen kann?“

„Kanada, unermesslicher Kältepalast, o Kanada, leeres Sonnenschloss, o du, da du in deinen Wäldern schläfst wie der Bär in seinem Pelz, bist du erst aufgewacht, als sie dir gesagt haben, dass du besiegt warst, als du unter englische Herrschaft gerietst? Merkst du erst auf, wenn sie, in ihren verchromten Autos sitzend, über deinen Körper hinwegrollen, wenn sie aus der Höhe ihrer explodierten Flugzeuge dir auf den Rücken fallen? Schlaf, Kanada, schlaf, ich schlafe mit dir. Bleiben wir liegen, Kanada, bis eine Sonne, die das Aufstehen wert ist, aufgeht.“

## Aufnahme in anderen Werken
In Jean-Claude Lauzons Film Léolo spielt Ducharmes L'avalée des avalés die eigentliche Schlüsselrolle:
Eines Tages bringt ein vagabundierender „Dompteur von Versen“ ein Buch in Léolos Haus: L'avalée des avalés. Das Buch dient als Stütze für den wackelnden Küchentisch. Nachts, eingemummt, im Licht des offenen Kühlschranks, liest Léolo jenes Buch – und immer wieder den handschriftlichen Eintrag unter dem Titel auf der Innenseite „weil ich träume, bin ich nicht“. Er beginnt selbst zu schreiben, zu reflektieren. Léolo und seine Familie werden in dessen Phantasie schließlich auch zu Figuren eines – vielleicht dieses – Romans. Bis zum Schluss: „Ich werde mich ausruhen, den Kopf zwischen zwei Worten in L'avalée des avalés“.

## Auszeichnungen
- 1966: Prix du Gouverneur général : pour la poésie ou théâtre de langue française für L’avalée des avalés
- 1973: Prix du Gouverneur général pour romans et nouvelles für L’Hiver de force
- 1974: Prix Littéraire Canada-Communauté Française de Belgique
- 1976: Prix Québec-Paris, Les Enfantômes
- 1982: Prix du Gouverneur général : théâtre de langue française für Ha ha! …
- 1983: Prix littéraires du Journal de Montréal
- 1990: Prix Gilles-Corbeil
- 1994: Prix Athanase-David
- 1994: Prix du Gouverneur général (nominiert)
- 2000: Officier de l'Ordre national du Québec